# Bisbat de Ndalatando
El Bisbat de Ndalatando (portuguès: Diocese de Ndalatando; llatí: Dioecesis Ndalatandensis) és una seu de l'Església Catòlica a Angola, sufragània de l'arquebisbat de Malanje. El 2013 tenia 225.617 batejats al voltant de 443.000 habitants. Actualment és dirigida pel bisbe Almeida Kanda.

## Territori
La diòcesi comprèn la província de Kwanza-Nord a Angola. La seu episcopal és la ciutat de N'dalatando, on s'hi troba la catedral de São João Baptista. Està subdividida en 9 parròquies.

## Història
La diòcesi fou erigida el 26 de març de 1990 amb la butlla Peculiari quidem del papa Joan Pau II, aplegant ell territori de l'arquebisbat de Luanda, del que originàriament n'era sufragani.
El 12 d'abril de 2011 va entrar a formar part de la província eclesiàstica de l'arquebisbat de Malanje.

## Cronologia dels bisbes
- Pedro Luís Guido Scarpa, O.F.M.Cap. (26 març 1990 - 23 juliol 2005 retirat)
- Almeida Kanda (Canda), del 23 de juliol 2005

## Estadístiques
A finals del 2013, la diòcesi tenia 225.617 batejats sobre una població de 443.000 persones, equivalent al 50,9% del total.
| any  | població | població | població | sacerdots | sacerdots       | sacerdots       | sacerdots             | diaques | religiosos | religiosos | parròquies |
| ---- | -------- | -------- | -------- | --------- | --------------- | --------------- | --------------------- | ------- | ---------- | ---------- | ---------- |
| any  | batejats | total    | %        | total     | clergat secular | clergat regular | batejats por sacerdot | diaques | homes      | dones      |            |
| 1990 | 90.000   | 230.000  | 39,1     | 15        |                 | 15              | 6.000                 |         | 18         | 23         | 6          |
| 1999 | 193.950  | 408.600  | 47,5     | 20        | 1               | 19              | 9.697                 |         | 26         | 53         | 8          |
| 2000 | 193.950  | 408.600  | 47,5     | 17        | 1               | 16              | 11.408                |         | 24         | 48         | 8          |
| 2001 | 193.500  | 400.000  | 48,4     | 17        | 2               | 15              | 11.382                |         | 21         | 46         | 8          |
| 2002 | 163.000  | 359.000  | 45,4     | 16        | 2               | 14              | 10.187                |         | 19         | 44         | 8          |
| 2003 | 163.000  | 359.000  | 45,4     | 19        | 4               | 15              | 8.578                 |         | 22         | 47         | 8          |
| 2004 | 189.100  | 359.000  | 52,7     | 21        | 5               | 16              | 9.004                 |         | 22         | 49         | 8          |
| 2013 | 225.617  | 443.000  | 50,9     | 24        | 7               | 17              | 9.400                 |         | 24         | 67         | 9          |